# Moderní studio (divadlo)

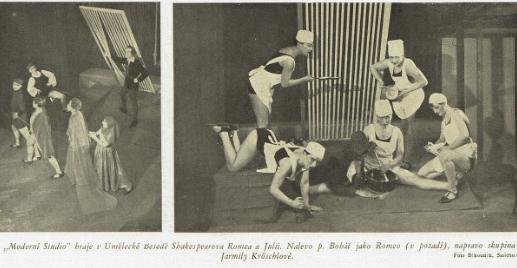
Moderní studio, inscenace Romeo a Julie, 1929

Moderní studio, byla experimentální divadelní scéna, kterou vytvořil režisér Jiří Frejka začátkem roku 1929 po zániku divadla Dada.

## Vznik divadla
Po zániku divadla Dada založil režisér Jiří Frejka novou divadelní scénu – Moderní studio, kam přešli spolu s ním někteří členové divadla Dada, včetně E. F. Buriana a Miloše Hlávky. Zahájení pravidelné činnosti studia proběhlo dne 10. února 1929 v pražské Umělecké besedě.

## Zaměření divadla
V programu divadla, který vyšel v propagačním letáku "Živé divadlo" č. 1 dne 15. března 1929, uvedl Jiří Frejka, že „Moderní studio je svobodnou a zásadně nepolitickou tribunou mladého českého divadelního umění“. "Živé divadlo", redigované Frejkou, mělo vycházet každý pátek a být k dispozici zdarma. Moderní studio se nechtělo specializovat, chtělo využívat všestranně připravených herců, kteří uměli zpívat, hrát a tančit. Přesto se E. F. Burian snažil, aby se v divadle objevila aktuální politická satira. Program divadla znamenal příklon k repertoáru velkých scén, byly zde užity konstruktivistické prvky a civilní lyrika, Frejka zde již nejevil zájem o novou avantgardní dramatiku.

## Soubor divadla
V novém divadle se Jiří Frejka stal uměleckým šéfem, E. F. Burian dramaturgem hudby a voicebandu. Choreografem se stala Jarmila Kröschlová. Výtvarníky, se kterými divadlo spolupracovalo byli mj. Otakar Mrkvička, František Muzika, František Zelenka a Jan Zrzavý. Hudební složku měli s E.F.Burianem na starosti např. Jaroslav Ježek a Iša Krejčí. V hereckém souboru se objevili Bohuš Záhorský, Václav Trégl, Jiří Vasmut, Milada Matysová, Lola Skrbková, Josef Skřivan, František Vnouček a další. Jako host zde vystupoval v roli Romea v Shakespearově hře Romeo a Julie herec Ladislav Boháč. Výrazným prvkem bylo uplatnění Burianova voicebandu, který se stal stálou součástí inscenací, i když jeho přísně stylizovaný a rytmizovaný projev příliš neodpovídal lyricky laděnému stylu Frejkových režií. Herci dostávali za své angažmá částku typickou pro tehdejší malá divadla, 600 Kč měsíčně a to za předpokladu, že byly k dispozici peníze.

## Zánik divadla
V závěru roku 1929 se divadlo dostalo do materiálních a finančních potíží. V srpnu 1929 odešel E. F. Burian do brněnského Národního divadla, při kterém vytvořil samostatné studio, a spolu s ním odešli do Brna z Moderního studia i Bohuš Záhorskýa Jožka Šaršeová. Jiří Frejka hledal angažmá ve smíchovské Aréně, což se však nepodařilo, nakonec se stal asistentem K. H. Hilara v Národním divadle v Praze.

## Citát
| „                | Jednou jsem se s Frejkou setkal na Národní třídě. Zatáhl mě do svého bytu v Jirchářích, kde obýval jeden velmi chudě zařízený pokoj. Seděli jsme spolu dlouho. Chtěl, abych šel k němu do Studia. Na moji námitku, že mám již podepsáno u Honzla, mi odpověděl: „To je jedno, ať má vztek!“. Shodli jsme se na tom, že svůj závazek nezruším, ale že budu u něho hrát Romea...To byla moje první a poslední role v Moderním studiu...Moc jsem si této Frejkovy režijní práce – a vůbec jeho talentu – vážil. | “ |
| — Ladislav Boháč | |   |

## Repertoár, výběr
- 1929 (premiéra dne 14.2.) Hans Sachs, E. F. Burian: O muži, který vysedával telata, režie Jiří Frejka
- 1929 Yamada Kakashi, z fr. přeložil M. Hlávka: Hra o Asagao, režie Jiří Frejka
- 1929 Eurípidés, M. Hlávka: Kyklops, režie Jiří Frejka
- 1929 (28.2.) W. Shakespeare, M. Hlávka: Romeo a Julie, režie Jiří Frejka
- 1929 V.Lacina: Kocour Felix v Čechách (pohádková parodie), režie Jiří Frejka
- 1929 (březen) Brandon Thomas: To se řekne neboli Charleyova teta, režie Jiří Frejka
- 1929 (březen) E. Erckmann, A. Chatrian: Pod mostem wéchemským (Polský žid), režie Jiří Frejka
- 1929 (duben) E. F. Burian: Mastičkář, režie Jiří Frejka
- 1929 (29.4.) Jules Romains, M. Hlávka: Kumpáni, režie Jiří Frejka
- 1929 (15.5.) K. H. Mácha: Máj, režie Jiří Frejka, dirigoval E. F. Burian
- 1929 (1.6.) Jiří Wolker: Balady, Nemocnice, režíroval a dirigoval E. F. Burian (jednalo se o jeho první režii)
- 1930 Zelený papoušek

## Galerie

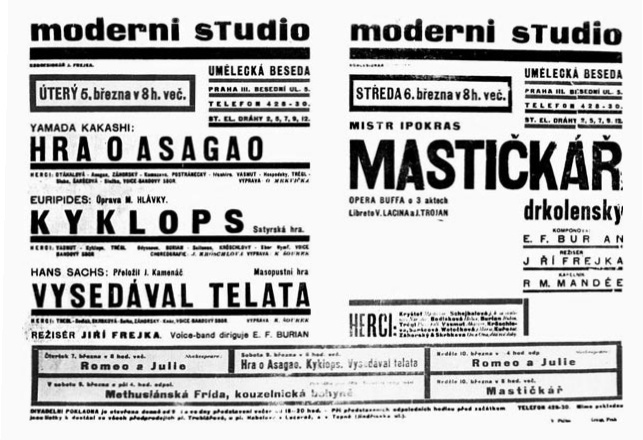
Moderní studio, plakát Mastičkář, 1929
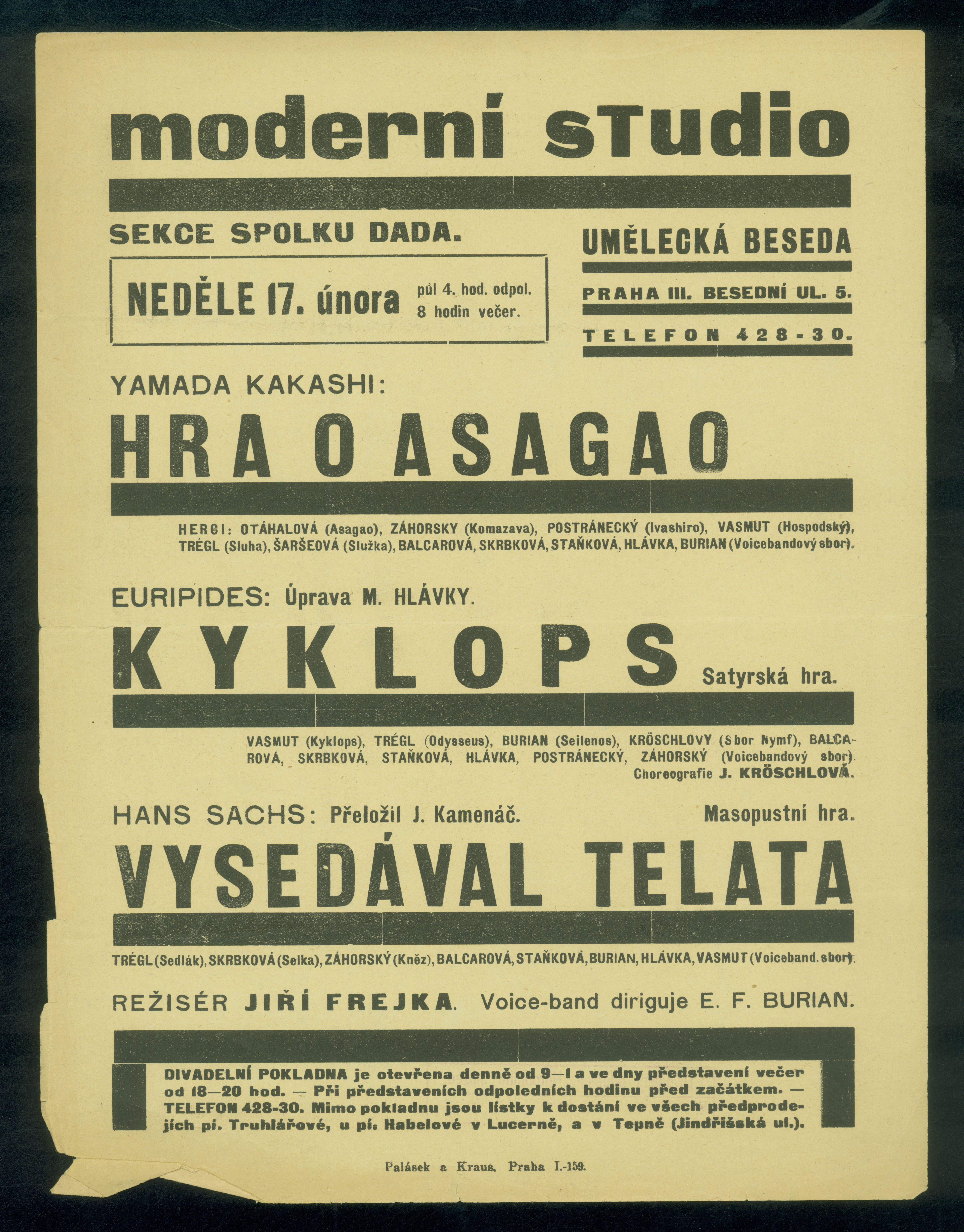
Moderní studio, plakát Hra o Asagao a Kyklops, 1929